# アンドロメダ座7番星
アンドロメダ座7番星（アンドロメダざ7ばんせい、英語: 7 Andromedae、7 And）は、アンドロメダ座の方向にあるに5等級の恒星である。太陽と同様に単独の恒星とされ、視等級は4.52等級で、裸眼では黄白色の恒星として見える。ガイア計画で測定された年周視差の値は40.9812ミリ秒で、これに基づいて地球からの距離は79.6光年と推定されている。地球から見て秒速12 kmの視線速度で遠ざかっている。
スペクトル分類F1V型のF型主系列星で、核での水素の燃焼による核融合反応でエネルギーを産み出している。このエネルギーにより、アンドロメダ座7番星は太陽光度の7.8倍の放射を放射しており、光球の有効温度は7,380 Kとされる。形成から約11億年が経過しており、秒速61 kmの速度で自転している。